# 安国寺留雲斎
安国寺 留雲斎（あんこくじ りゅううんさい、生没年不詳）は、戦国時代の僧。如月寿院とも。細川高国の庶子で稙国の兄。

## 概要
『天文日記』天文20年（1551年）10月25日条によると、留雲斎は「（能登国）安国寺、首座也、号留雲斎、常桓（細川高国）捨子」とされ、細川高国の子であったことがわかる。永正10年（1513年）頃には11歳であり、永正2年（1505年）に高国が細川典厩家の細川政賢の娘（正室）を娶る前に産まれた子であった（妾腹であった）ことから、細川野州家の当主となる望みを断つために僧籍に入れられて月舟寿桂の法嗣となった。
享禄年間には細川晴元に京都を追われた父・高国と連絡を取るために下向するなど政治的な活動をしていたが、享禄4年（1531年）6月8日に高国が大物崩れで戦死すると京都にいられなくなり、南近畿で勢力を有していた南近畿の畠山氏の庇護下に入り、のちに能登畠山氏の畠山義続に仕え安国寺（正福寺か）を拠点として活動した。天文元年（1532年）11月には越前国から、同3年（1534年）2月には能登国から三条西実隆に書状を送っている。天文20年（1551年）から同22年（1553年）にかけては使者として本願寺の証如を訪ねている。
畠山義総の下では儒学や漢詩文の盛行があったが、清原宣賢や彭叔守仙だけでなく留雲斎（如月寿印）の影響もあったと考えられる。